# Nesticus kunisakiensis
Nesticus kunisakiensis là một loài nhện trong họ Nesticidae.
Loài này thuộc chi Nesticus. Nesticus kunisakiensis được miêu tả năm 1999 bởi Irie.